# Innovator
Хон Ін Хо (кор. 홍인호, нар. 10 жовтня 1988), більш відомий під своїм сценічним псевдонімом Innovator (кор. 이노베이터), — південнокорейський репер та автор пісень. Він був учасником Show Me the Money 4. Він випустив свій перший альбом Time Travel 8 жовтня 2007 року.

## Дискографія

### Студійні альбоми
| Назва       | Деталі альбому                                                                   |
| ----------- | -------------------------------------------------------------------------------- |
| Time Travel | - Реліз: 8 жовтня 2007 - Лейбл: Orifeel Sound - Формат: CD, цифрове завантаження |

### Сингли
| Назва                                                                            | Рік                    | Пікові позиції у чартах | Продажі (DL)              | Альбом                 |
| Назва                                                                            | Рік                    | KOR                     | Продажі (DL)              | Альбом                 |
| Як головний виконавець                                                           | Як головний виконавець | Як головний виконавець  | Як головний виконавець    | Як головний виконавець |
| -------------------------------------------------------------------------------- | ---------------------- | ----------------------- | ------------------------- | ---------------------- |
| «Top» (팽이) feat. C Jamm                                                        | 2014                   | —                       | Н/Д                       | Сингли поза альбомом   |
| «Hip Hop» feat. Venus                                                            | 2014                   | —                       | Н/Д                       | Сингли поза альбомом   |
| «More Than a TV Star» feat. Лі Хай                                               | 2015                   | 47                      | - Південна Корея: 104,797 | Show Me the Money 4    |
| «I Remember» feat. Esna                                                          | 2016                   | —                       | Н/Д                       | Сингли поза альбомом   |
| «Pink Funk» feat. Basick                                                         | 2016                   | —                       | Н/Д                       | Сингли поза альбомом   |
| Колаборації                                                                      |                        |                         |                           |                        |
| «Amper 4» with Sool J, Tarae, Ggan Mo, Deepflow, Illinit, DJ It                  | 2012                   | —                       | Н/Д                       | Сингл без альбому      |
| «OG (Be Original)» with Incredivle, Superbee                                     | 2015                   | 91                      | - Південна Корея: 37,564  | Show Me the Money 4    |
| «IiF» with Scary'P feat. DJ Tiz                                                  | 2015                   | —                       | Н/Д                       | Сингл без альбому      |
| «—» релізи, що не потрапили у чарти або не були випущені у відповідних регіонах. |                        |                         |                           |                        |